# Lielupe
Lielupe (nemško Kurländische Aa) je  latvijska reka. Naziv reke v latvijščini pomeni Velika reka. Dolžina reke je 119 km oziroma 310 km, če se upošteva še tok reke Nemunėlis. Porečje reke znaša 17.600 km². Povprečen pretok vode znaša 106 m³/s, v obdobju poplav pa so namerili tudi pretok 1.380m³/s.

## Zemljepis
Reka Lielupe nima pravega rečnega izvira, temveč nastane z zlitjem rek Nemunelis in Mūša v bližini mesta Bauske. V zgornjem toku reka teče po dolomitni podlagi ustvarjajoč rečno dolino z nanašanjem nabranega materiala. Srednji tok reke se prične okoli mesta Mežotne, kjer se pričenja širiti in ustvarjati meandre kar povečuje njeno globin. Na področju zgodovinske pokrajine Semigallie reka nadaljuje s širjenjem svojega toka, saj na svoji poti nima večjih naravnih ovir. S tem se spreminja tudi relief rečne okolice, saj so se razvila številna močvirja s trstičevjem, rogozom in rečnimi travami. V svojem srednjem toku reka zaradi jačanje bočne erozije ustvarja podkvasta jezera in mrtvice, kar upočasnjuje njen tok.
V svojem spodnjem toku reka pričenja teči vzporedno z razprostiranjem Riškega zaliva in je tako pri mestu Jūrmala od Baltiškega morja oddaljena vsega 27 km. Večji del reke se izliva v Baltiško morje, medtem, ko se en njen, manjši del odvaja in se vliva v reko Zahodno Dvino (Daugavo). Današnje ustje reke se je oblikovalo okoli leta 1755, do takrat je bila Lielupa manjši kanal, ki je povezoval Riški zaliv in Rigo.
Reka dobi 50-55 % svoje vodne mase iz stopljenega ledu in Sneg|snega in ima posledično snežno-deževni režim, ki je ovisen od toplitve snega v višjih področjih.

## Pritoki
V reko Lielupe se zlivajo z leve strani njenega toka naslednji pritoki
- Kaucīte,
- Īslīce,
- Svitene,
- Sesava,
- Vircava,
- Platone,
- Svēte.

Z desne strani se v reko vlivajo naslednji pritoki;
- Garoze,
- Iecava,
- Spuņņupe (povezano z jezerom Babītes).

## Večja mesta ob reki
Ob toku reke Lielupe se nahajajo naslednja večja mesta:
- Riga
- Jūrmala
- Jelgava
- Mežotne

## Plovnost reke
Globina reke Lielupe je do mesta Jelgava med 5 in 15 m, kar omogoča ladijski prevoz do Rige in Jelgave. To je bil tudi prevladujoči način prevoza težkih bremen, ob izgradnji železnice Riga-Jelgava v poznem 19. stoletju|. V poznem 19. stoletju in v 20. stoletju je po reki potekal intenziven tovorni promet iz glinokopv in kamnolomov ob toku reke za potrebe opekarn na obeh bregovih Lielupe in v Rigi. Večjo uporabo rečnega prevoza, jahtnega turizma kot vodnih športov pa onemogočajo nasedline peska, ki se nabirajo pred izlivom reke.

## Zgodovina
Reka Lielupe se prvič omenja v zgodovinskih virih leta 1219.

## Ribji fond v reki
V reki Lielupe živijo orade, ščuke, ostriži, linji in jegulje. Vrhunec ribiške sezone je pomladi.